# 阿尔克
阿尔克（法語：Arques，法語發音：[aʁk] ⓘ）是法国上法蘭西大區加来海峡省的一个市镇，属于圣奥梅尔区。

## 地理
阿尔克（50°44'8"N, 2°18'9"E）面积22.41 平方千米，位于法国上法蘭西大區加来海峡省，该省份为法国北部沿海省份，西北濒北海，南至索姆省，东临北部省。
与阿尔克接壤的市镇（或旧市镇、城区）包括：克莱尔马赖、隆格内斯、圣奥梅尔、勒内斯屈尔、布朗代克、康帕涅-莱瓦尔德雷克。

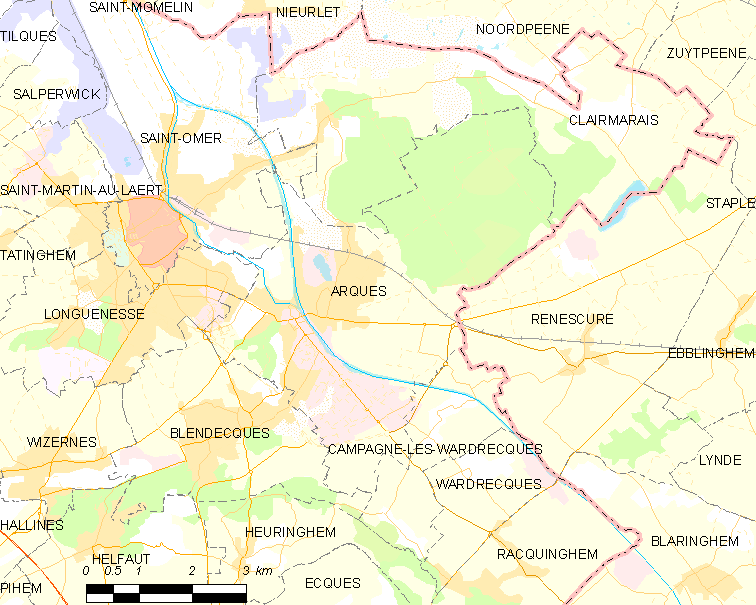
阿尔克的OSM定位图

阿尔克的时区为UTC+01:00、UTC+02:00（夏令时）。

## 行政
阿尔克的邮政编码为62510，INSEE市镇编码为62040。

## 政治
阿尔克所属的省级选区为隆格内斯县。

## 人口

1962-2008年间阿尔克人口变化图示

阿尔克于2022年1月1日时的人口数量为9526人。